# Termorrecepción

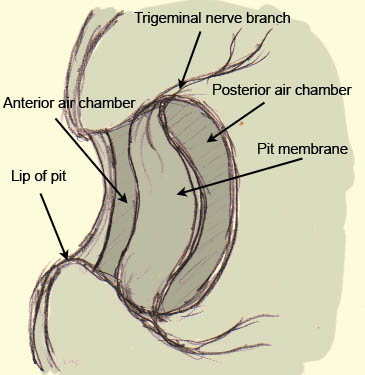
Diagrama del receptor infrarrojo en la boca de una serpiente crotalina

Termorrecepción es el sentido por el cual un organismo percibe temperaturas. Los detalles de cómo funcionan los receptores de temperatura aún se están investigando. La ciliopatía se asocia con la disminución de la capacidad de sentir el calor, por lo tanto los cilios pueden ayudar en el proceso. Los canales potenciales de receptor transitorio (canales TRP), se cree que desempeñan un papel en muchas especies en la sensación de calor, el frío y el dolor. 
Un termorreceptor es la unidad micrométrica celular nerviosa que recoge los cambios de temperatura. El tipo de célula sensorial son los corpúsculos de Ruffini (calor) y Krause (frío).

## Mamíferos

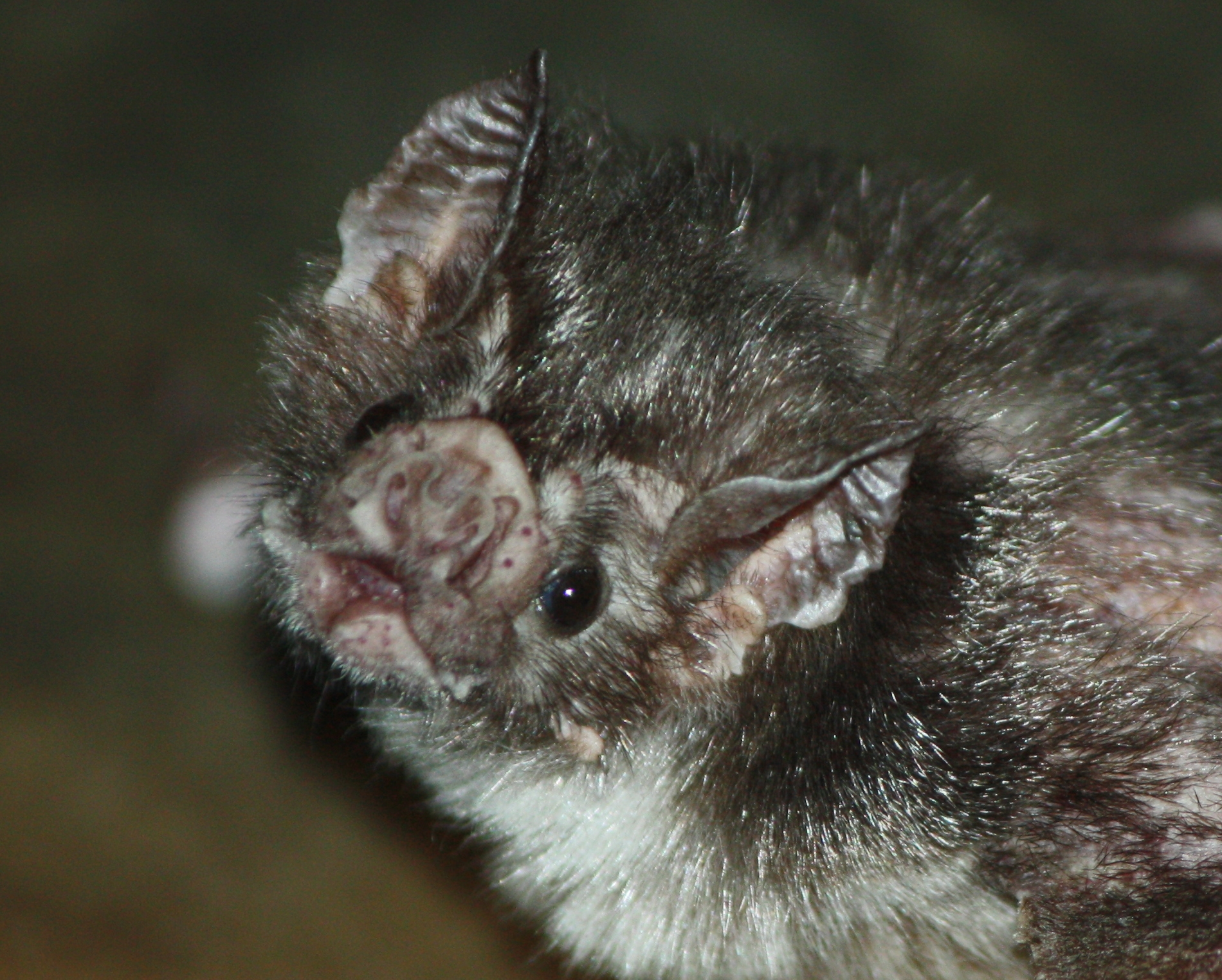
Nariz termorreceptora del vampiro común

Los mamíferos tienen al menos dos tipos de sensores: los que detectan el calor (es decir, temperaturas superiores a la temperatura del cuerpo), y aquellos que detectan fríos (es decir, temperaturas por debajo de la temperatura corporal). (También hay nociceptores que detectan el dolor si el calor o el frío es suficientemente extremo para pasar de un cierto umbral). La determinación de que los receptores hagan termorrecepción ha sido particularmente difícil y varias personas han especulado que algunos mecanorreceptores también pueden hacer termorrecepción (HCPD 2007).
En ellos, los termorreceptores inervan diversos tejidos, incluyendo la piel (como receptores cutáneos), córnea, y la vejiga. Las neuronas de las regiones pre-óptica y del hipotálamo del cerebro que responden a pequeños cambios en la temperatura también se han descrito, proporcionando información sobre la temperatura central. El hipotálamo está involucrado en la termorregulación, los termoreceptores permitiendo respuestas feed-forward a un cambio previsto de la temperatura corporal en respuesta a las cambiantes condiciones ambientales.
El murciélago Desmodus rotundus tiene sensores infrarrojos especializado en su hocico. Los vampiros son los únicos mamíferos que se alimentan exclusivamente de sangre. El sentido de infrarrojos permite a los Desmodus localizar animales homeotermos, de sangre caliente, (vacas, caballos, mamíferos silvestres) dentro de un intervalo de aproximadamente 10 a 15 cm. Esta percepción de infrarrojos posiblemente es usada para detectar regiones de máximo flujo sanguíneo en la presa buscada.
En los seres humanos, la sensación de temperatura va desde termorreceptores y entra en la médula espinal a lo largo de los axones del tracto de Lissauer que hacen sinapsis en las neuronas de segundo orden en la materia gris del asta dorsal. Los axones de estas neuronas de segundo orden entonces decusan, uniéndose al tracto espinotalámico a medida que ascienden a las neuronas en el núcleo ventral posterolateral del tálamo.

## Reptiles

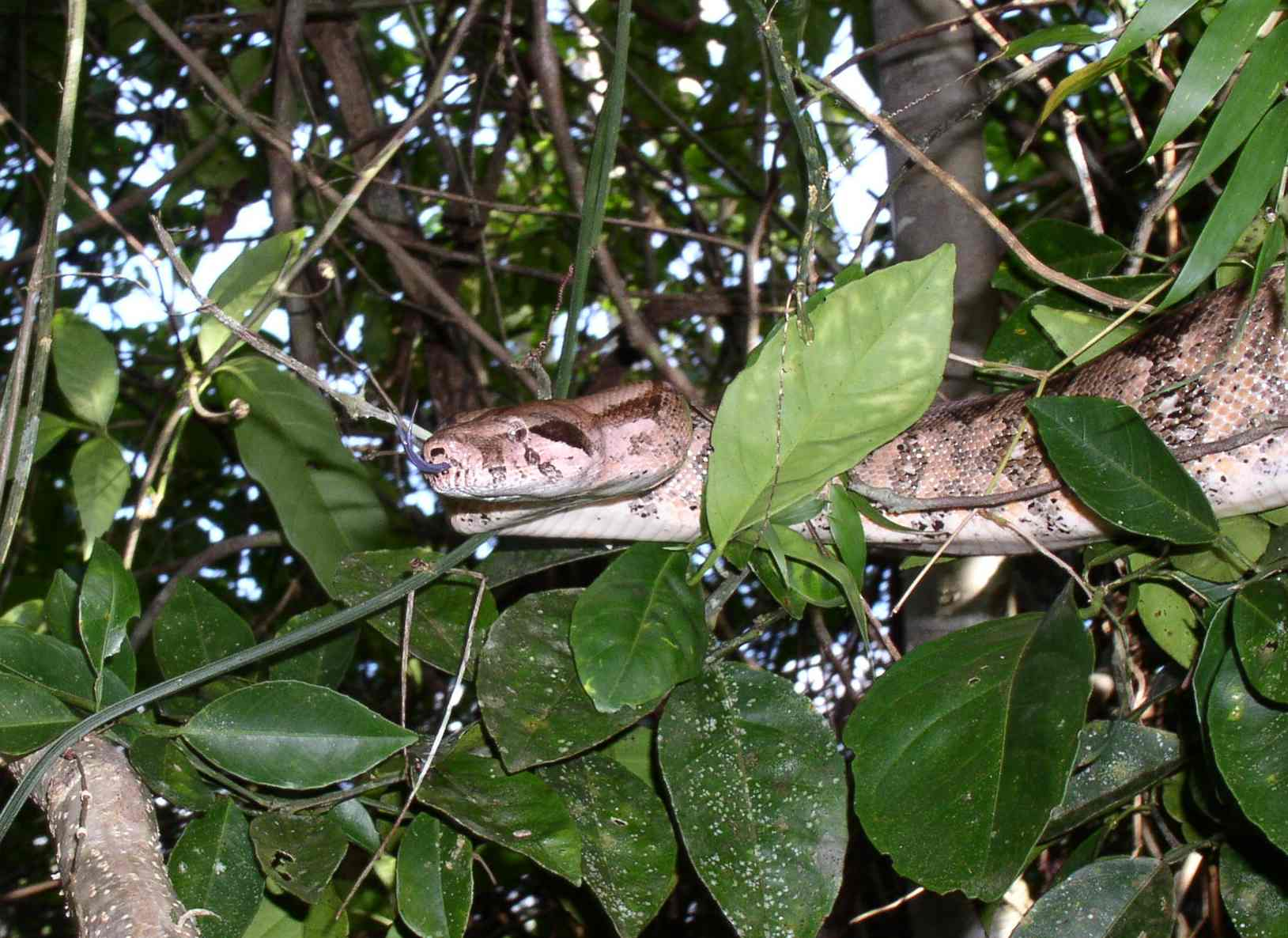
Boa constrictora

Las Crotalinae (víboras) y las Boidae (boas), además de algunos cocodrilos y lagartos, utilizan una forma especializada de termorrecepción que se puede ver de manera efectiva en la radiación infrarroja emitida por objetos calientes. El rostro de la serpiente tiene un par de agujeros o pozos, bordeados con sensores de temperatura. Los sensores detectan la radiación infrarroja indirectamente por su efecto de calentamiento en la piel dentro de la fosa. Pueden calcular la dirección de la fuente de calor en base a qué parte de la fosa está más caliente, que podría ser un animal de presa de sangre caliente. Mediante la combinación de información de ambas fosas, la serpiente también puede estimar la distancia del objeto.

## Insectos

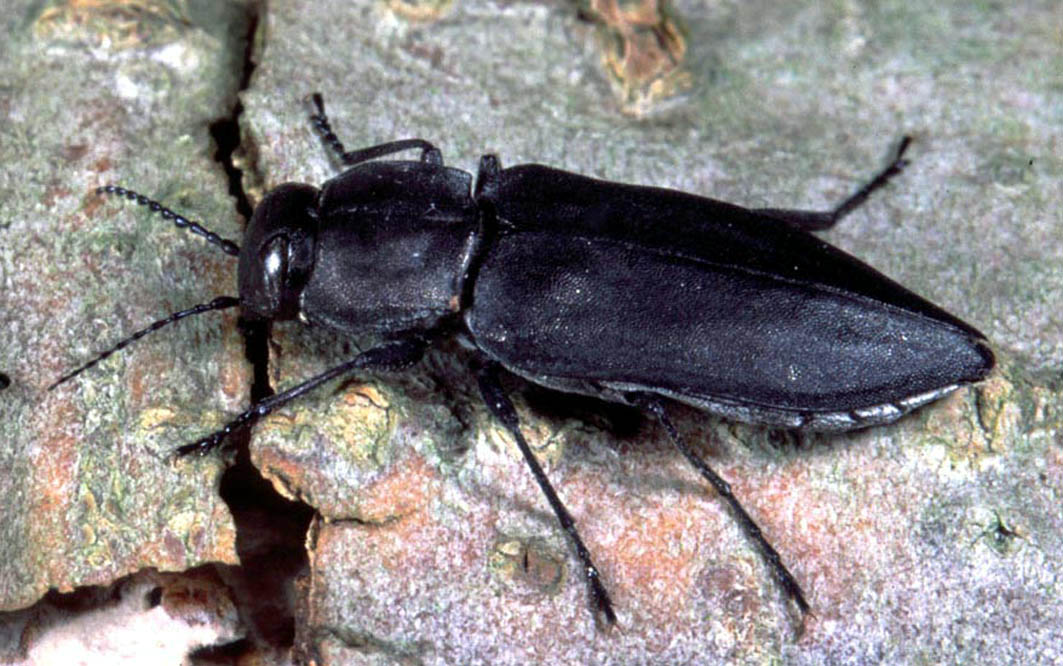
Melanophila acuminata

Algunos insectos con detectores de calor especializados son los escarabajos buscadores de incendios forestales (Melanophila acuminata), que ponen sus huevos en las coníferas recién muertas por los incendios forestales. Las mariposas oscuramente pigmentadas Pachliopta aristolochiae y Troides rhadamathus utilizan detectores de calor especializados para evitar daños mientras se exponen al sol. Los insectos hematófagos Triatoma infestans también pueden tener un órgano especializado en termorrecepción.